# Gangland
Gangland är en dokumentärserie som sänds på History Channel. Gangland utforskar Amerikas mest notoriska, farligaste och våldsammaste gatugäng och deras historia. Serien premiärvisades den 1 november 2007 med ett specialavsnitt om det ökända fängelsegänget Aryan Brotherhood.

## Avsnitt
| Säsonger | Säsonger | Avsnitt      | Sändningstid | Säsongspremiär    | Säsongsfinal      |
| -------- | -------- | ------------ | ------------ | ----------------- | ----------------- |
|          | 1        | 13 + Special | 2007–2008    | 1 november 2007   | 31 januari 2008   |
|          | 2        | 12           | 2008         | 13 mars 2008      | 12 juni 2008      |
|          | 3        | 12           | 2008         | 12 september 2008 | 4 december 2008   |
|          | 4        | 12           | 2009         | 5 februari 2009   | 30 april 2009     |
|          | 5        | 12           | 2009         | 28 maj 2009       | 13 augusti 2009   |
|          | 6        | 13           | 2009-2010    | 5 november 2009   | 30 april 2010     |
|          | 7        | 13           | 2010         | 7 maj 2010        | 24 september 2010 |

### Säsong 1
| Avsnitt | Titel               | Gäng                                       | Sändningsdatum   |
| ------- | ------------------- | ------------------------------------------ | ---------------- |
| 1x00    | Aryan Brotherhood   | Aryan Brotherhood                          | 1 november 2007  |
| 1x01    | American Gangster   | Frank Lucas och Nicky Barnes (The Council) | 1 november 2007  |
| 1x02    | You Rat,You Die     | MS13                                       | 8 november 2007  |
| 1x03    | Code of Conduct     | Mexican Mafia                              | 15 november 2007 |
| 1x04    | Behind Enemy Lines  | Hells Angels                               | 28 november 2007 |
| 1x05    | Race Wars           | Los Angeles                                | 8 december 2007  |
| 1x06    | Kings of New York   | Latin Kings                                | 13 december 2007 |
| 1x07    | Stone to the Bone   | Black P. Stones                            | 20 december 2007 |
| 1x08    | Hate Nation         | W.A.R., Hammerskins                        | 27 december 2007 |
| 1x09    | Gangster City       | Gangster Disciples                         | 3 januari 2008   |
| 1x10    | Blood In, Blood Out | Nuestra Familia                            | 10 januari 2008  |
| 1x11    | Basic Training      | Gäng som infiltrerar USA:s militär         | 17 januari 2008  |
| 1x12    | Blood Oath          | United Blood Nation (Bloods)               | 24 januari 2008  |
| 1x13    | Root of All Evil    | MS13                                       | 31 januari 2008  |

### Säsong 2
| Avsnitt | Titel                  | Gäng                           | Sändningsdatum |
| ------- | ---------------------- | ------------------------------ | -------------- |
| 2x01    | Maniacal               | Maniac Latin Disciples         | 13 mars 2008   |
| 2x02    | Deadly Triangle        | Joe Boys, Wah Ching, Wo Hop To | 20 mars 2008   |
| 2x03    | Biker Wars             | Outlaws                        | 27 mars 2008   |
| 2x04    | Texas Terror           | Texas Syndicate                | 3 april 2008   |
| 2x05    | Crip Or Die            | Crips                          | 10 april 2008  |
| 2x06    | Lords of the Holy City | Vice Lords                     | 1 maj 2008     |
| 2x07    | Murder by Numbers      | 18th Street Gang               | 8 maj 2008     |
| 2x08    | Mongols Nation         | Mongols nation                 | 15 maj 2008    |
| 2x09    | Gangster, Inc.         | Gangster Disciples             | 22 maj 2008    |
| 2x10    | One Blood              | Bloods                         | 29 maj 2008    |
| 2x11    | Sin City               | Gäng i Las Vegas               | 5 juni 2008    |
| 2x12    | From Girl to Gangster  | Kvinnliga Crips/Bloods         | 12 juni 2008   |

### Säsong 3
| Avsnitt | Titel                     | Gäng                                | Sändningsdatum    |
| ------- | ------------------------- | ----------------------------------- | ----------------- |
| 3x(01   | Death in Dixie            | La Gran Familia                     | 12 september 2008 |
| 3x02    | California Killing Fields | Tiny Raskal Gang, Asian Boyz        | 19 september 2008 |
| 3x03    | The Devil's Playground    | Satan Disciples                     | 26 september 2008 |
| 3x04    | Blood in the Streets      | Los Solidos                         | 3 oktober 2008    |
| 3x05    | From Heaven to Hell       | Crips i Salt Lake City              | 10 oktober 2008   |
| 3x06    | Bandido Army              | Bandidos                            | 17 oktober 2008   |
| 3x07    | Menace of Destruction     | Menace of Destruction, White Tigers | 24 oktober 2008   |
| 3x08    | Rage Against Society      | Friends Stand United                | 31 oktober 2008   |
| 3x09    | Paid in Blood             | Warlocks                            | 7 november 2008   |
| 3x10    | Die, Snitch, Die!         | Gotti Boyz                          | 21 november 2008  |
| 3x11    | To Torture or to Kill?    | Los Zetas                           | 28 november 2008  |
| 3x12    | All Hell Breaks Lose      | Zoe Pound från Miami                | 4 december 2008   |

### Säsong 4
| Avsnitt | Titel               | Gäng                                 | Sändningsdatum   |
| ------- | ------------------- | ------------------------------------ | ---------------- |
| 4x01    | Highway to Hell     | Avenues                              | 5 februari 2009  |
| 4x02    | Devil's Fire        | Pagans                               | 12 februari 2009 |
| 4x03    | Divide and Conquer  | Latin Kings                          | 19 februari 2009 |
| 4x04    | Kill 'Em All        | Best Friends                         | 2 mars 2009      |
| 4x05    | Kill Or Be Killed   | Love Murdering Gangsters             | 12 mars 2009     |
| 4x06    | Boys of Destruction | Boys of Destruction, Horseshoe Posse | 19 mars 2009     |
| 4x07    | Aryan Terror        | Aryan Brotherhood i Texas            | 26 mars 2009     |
| 4x08    | Silent Slaughter    | Sons of Silence                      | 2 april 2009     |
| 4x09    | Killing Snitches    | Hidden Valley Kings                  | 9 april 2009     |
| 4x10    | Everybody Killers   | Hoover Criminals                     | 16 april 2009    |
| 4x11    | Dead Man Inc.       | Dead Man Incorporated                | 23 april 2009    |
| 4x12    | Biker Wars 2        | Hells Angels och Mongols             | 30 april 2009    |

### Säsong 5
| Avsnitt | Titel             | Gäng                      | Sändningsdatum  |
| ------- | ----------------- | ------------------------- | --------------- |
| 5x01    | Ice Cold Killers  | Crips i Anchorage, Alaska | 28 maj 2009     |
| 5x02    | Klan Of Killers   | Imperial Klans of America | 4 juni 2009     |
| 5x03    | Machete Slaughter | Trinitarios               | 11 juni 2009    |
| 5x04    | Blood River       | Barrio Azteca             | 18 juni 2009    |
| 5x05    | Hustle or Die     | Four Corner Hustlers      | 25 juni 2009    |
| 5x06    | Gangsta Killers   | Top 6                     | 2 juli 2009     |
| 5x07    | The Death Head    | Hells Angels              | 9 juli 2009     |
| 5x08    | Circle of Death   | Aryan Circle              | 16 juli 2009    |
| 5x09    | Dog Fights        | Bulldogs                  | 23 juli 2009    |
| 5x10    | Evil Breed        | The Breed MC              | 30 juli 2009    |
| 5x11    | Hunt and Kill     | Brown Pride               | 6 augusti 2009  |
| 5x12    | Deadly Blast      | Tango Blast               | 13 augusti 2009 |

### Säsong 6
Varken "Mile High Killers" eller "Public Enemy #1" är inkluderade på DVD releasen. Det var heller inget uppehåll mellan säsong sex och sju så listan nedanför är baserad på DVD skivornas säsongsindelning, vilka slutar med avsnittet 6x13 "Hell House".
| Avsnitt | Titel              | Gäng                                                             | Sändningsdatum   |
| ------- | ------------------ | ---------------------------------------------------------------- | ---------------- |
| 6x01    | Snitch Slaughter   | Vagos MC                                                         | 5 november 2009  |
| 6x02    | Trinity of Blood   | Tri-City Bombers, Texas Chicano Brotherhood                      | 12 november 2009 |
| 6x03    | Street Law         | Sureños i Atlanta                                                | 3 december 2009  |
| 6x04    | Skinhead Assault   | Volksfront                                                       | 10 december 2009 |
| 6x05    | Crazy Killers      | South Side Locos (Sureños) från Oklahoma City                    | 17 december 2009 |
| 6x06    | Bloody South       | Gangster Killer Bloods aka G-Shine från Columbia, South Carolina | 15 januari 2010  |
| 6x07    | Devils Disciples   | Devils Diciples MC (Folk Nation) från Detroit                    | 22 januari 2010  |
| 6x08    | The Assassins      | Logan Heights i San Diego                                        | 19 februari 2010 |
| 6x09    | Mile High Killers  | North Side Mafia (Norteños) från Denver, Colorado                | 5 mars 2010      |
| 6x10    | Beware The Goose!  | Galloping Goose MC                                               | 7 april 2010     |
| 6x11    | Sex, Money, Murder | Sex Money Murder (Bloods) från Trenton, NJ                       | 14 april 2010    |
| 6x12    | Public Enemy #1    | Public Enemy No. 1                                               | 21 april 2010    |
| 6x13    | Hell House         | Sindicato Nuevo Mexico (New Mexico Syndicate)                    | 30 april 2010    |

### Säsong 7
| Avsnitt | Titel                 | Gäng                                            | Sändningsdatum    |
| ------- | --------------------- | ----------------------------------------------- | ----------------- |
| 7x01    | Most Notorious        | Most Notorious Gangsters                        | 7 maj 2010        |
| 7x02    | Vendetta of Blood     | Lincoln Park Bloods från San Diego, Kalifornien | 14 maj 2010       |
| 7x03    | A Killer's Revenge    | Asian Boyz, Wah Ching                           | 21 maj 2010       |
| 7x04    | Wild Boyz             | Wild Boyz of Pine Ridge                         | 4 juni 2010       |
| 7x05    | Better Off Dead       | Ñetas a.k.a. Association Ñetas                  | 18 juni 2010      |
| 7x06    | Capitol Killers       | Mara Salvatrucha i Washington DC                | 25 juni 2010      |
| 7x07    | Clash of The Crips    | Crips i New York                                | 9 juli 2010       |
| 7x08    | Army of Hate          | Aryan Republican Army                           | 6 augusti 2010    |
| 7x09    | The Filthy Few        | Hells Angels MC från Seattle                    | 13 augusti 2010   |
| 7x10    | Shoot to Kill         | Florencia 13 (Sureños) från Los Angeles         | 20 augusti 2010   |
| 7x11    | Road Warriors         | Traveling Vice Lords (People Nation)            | 27 augusti 2010   |
| 7x12    | Valley of Death       | New Mexican Mafia                               | 17 september 2010 |
| 7x13    | Death Before Dishonor | Black Mafia Family                              | 24 september 2010 |